# Протесты в Новой Каледонии (2024)
Протесты в Новой Каледонии начались после внесения поправок в конституцию, которые разрешили бы участвовать в голосованиях мигрантам, прибывшим в Новую Каледонию после заключения Нумейского соглашения в 1998 году.
15 мая Франция объявила о чрезвычайном положении на острове и о вводе дополнительного контингента войск для поддержания порядка.
22 июня для хоть какой-нибудь урегулировки ситуации, выборы были перенесены на неизвестный срок.
26 июня правительство Франции так же для урегулирования ситуации, разрешило поставку никеля в КНР.

## Предыстория
Новая Каледония является заморской территорией Франции. На острове располагаются около 10 % мировых запасов никеля, сам остров находится на четвёртом месте в мире по добыче никелевых руд. На острове преимущественно живёт коренное население меланезийцы-канаки (41,7 % населения (2019)). Канаки, как правило, имеют более низкий социально-экономический статус, чем европейцы и другие поселенцы.
С 1970-х годов на острове действует сепаратистский Канакский социалистический фронт национального освобождения (FLNKS). В 1984 году на острове вспыхнули столкновения между FLNKS и противниками независимости. В 1988 году между ними были заключены Матиньонские соглашения, установившие статус-кво в вопросе провозглашения независимости на 10 лет до подписания нового соглашения. В 1998 году было подписано Нумейское соглашение, по условиям которого Новая Каледония получала широкую автономию, сепаратисты могли провести три референдума о независимости, а в выборах участвовали бы только те, кто проживал на территории острова до момента заключения соглашения.
Конституционный суд Франции принял понятие «гражданства Новой Каледонии» и ограниченного электората в 1999 году, но предложил «скользящий» срок проживания, чтобы решить, кто имеет право голосовать. В 2007 году это ограничение было «заморожено», в результате чего только местные граждане Новой Каледонии и те мигранты, которые проживали в стране до 1998 года, могут участвовать в выборах в местные ассамблеи и Конгресс.
В 2018, 2020 и 2021 годах состоялись референдумы о независимости Новой Каледонии. В первых двух референдумах большинство с небольшим перевесом высказались против провозглашения независимости. Последний референдум был проигнорирован и не был признан сторонниками независимости, под предлогом пандемии COVID-19.
В 2020 году через некоторое время после второго референдума на острове вспыхнули протесты против передачи никелевого рудника Горо, инициированные сторонниками независимости. Сепаратисты требовали передачи рудника в собственность новокаледонийской компании. На выборах 2021 года сепаратисты FLNKS получили большинство мест в парламенте Новой Каледонии.
В июле 2023 года при содействии Азербайджана была создана Бакинская инициативная группа по борьбе с неоколониализмом, в которую вошли представители зависимых территорий Франции, в том числе из Новой Каледонии. В апреле 2024 года в парламенте Азербайджана прошла конференция «Новая Каледония: история, современные вызовы и ожидаемое будущее», в которой участвовали представители Конгресса Новой Каледонии и политики из этой страны. Во время акций протеста канакские протестующие неоднократно поднимали флаг Азербайджана.
26 декабря 2023 года Государственный совет Франции пришел к выводу, что действующие правила голосования, закреплённые Нумейским соглашением, существенно отклоняются от принципов всеобщности и равенства избирательного права, исключая из права голоса людей, родившихся в Новой Каледонии или проживавших там в течение нескольких десятилетий. В связи с этим, в начале 2024 года французское правительство начало пересмотр конституции, который разморозил бы электорат, из числа тех, кто живёт на острове более 10 лет, позволив около 25 000 человек присоединиться к электорату из 42 000 исключенных.

## Беспорядки
Беспорядки начались 13 мая 2024 года на фоне обсуждения принятия закона в французском парламенте. Были разграблены супермаркеты и автосалоны. Беспорядками были затронуты столица Нумеа и соседние города Думбеа и Ле-Мон-Дор. Власти ввели комендантский час, публичные собрания были запрещены на два дня. Министр внутренних дел Франции Жеральд Дарманен заявил, что на остров направляется подкрепление полиции. Вспыхнули столкновения между сепаратистами и лоялистами, которые хотят остаться в составе Франции. Трое канакских протестующих были убиты во время перестрелки из проезжавшего мимо автомобиля, также в засаде погиб один жандарм. 140 протестующих были арестованы.
Премьер-министр Франции Габриэль Атталь в ответ запретил использование TikTok.
Глава МВД Франции Жеральд Дарманен обвинил Азербайджан во вмешательстве в протесты, отмечая, что протестующие размахивают азербайджанскими флагами и ходят в футболках Бакинской инициативной группы. Азербайджан отверг какие-либо обвинения в поддержке протестующих. В свою очередь, Бакинская инициативная группа в своём заявлении поддержала борьбу канакского народа против неоколониализма.
23 мая 2024 президент Франции Эмманюэль Макрон прибыл в Новую Каледонию. В аэропорту он призвал FLNKS разблокировать дороги. Для борьбы с протестующими будет задействовано более 3 тысяч полицейских и жандармов, перебрасываются броневики и вертолёты.